# Callichloracris
Callichloracris is een geslacht van rechtvleugeligen uit de familie veldsprinkhanen (Acrididae). De wetenschappelijke naam van dit geslacht is voor het eerst geldig gepubliceerd in 1931 door Ramme.

## Soorten
Het geslacht Callichloracris  is monotypisch en omvat slechts de volgende soort:
- Callichloracris prasina (Karsch, 1891)